# Слядкув-Розлязли
Слядкув-Розлязли (пол. Śladków Rozlazły) — село в Польщі, у гміні Пйонтек Ленчицького повіту Лодзинського воєводства.
Населення — 210 осіб (2011).
У 1975-1998 роках село належало до Плоцького воєводства.

## Демографія
Демографічна структура станом на 31 березня 2011 року:
|          | Загалом | Допрацездатний вік | Працездатний вік | Постпрацездатний вік |
| -------- | ------- | ------------------ | ---------------- | -------------------- |
| Чоловіки | 116     | 25                 | 76               | 15                   |
| Жінки    | 94      | 15                 | 58               | 21                   |
| Разом    | 210     | 40                 | 134              | 36                   |